# كلارنس دنيس
كلارنس دنيس (بالإنجليزية: Clarence Dennis)‏ هو جراح أمريكي، ولد في 16 يونيو 1909 في سانت بول في الولايات المتحدة، وتوفي بنفس المكان في 11 يوليو 2005.